# IC 2856
IC 2856 — галактика типу Sab (компактна витягнута галактика) у сузір'ї Чаша.
Цей об'єкт міститься в оригінальній редакції індексного каталогу.